# Международни стабилизиращи сили в Афганистан
Международните стабилизиращи сили в Афганистан (на англ. International Security Assistance Force), накратко ИСАФ (ISAF) е мисия на НАТО, като част от войната в Афганистан от 2001 г. насам.
Мисията е поискана от участниците в първата конференция за Афганистан през 2001 година проведена в Бон, Германия. Мисията е легитимирана с Резолюция 1386 от 20 декември 2001 година на Съвета за сигурност на ООН и се различава от нормалните мисии на ООН, като не е мироопазваща (т.н. Сини каски), а мисия за налагане на мир под ръководството на участващите държави.

## Предистория
Създаването на ISAF започва, като ответна реакция на Американското правителство срещу Терористичната организация Ал – Каида (от ар. القاعدة‎) и лидера Oсама бин Ладен. Събитията от 11 септември 2001 г. дават началото на т.нар. „война срещу тероризма“. Намесата на САЩ официално започва през октомври 2001 г., но малко по – рано малка оперативна група група от ЦРУ, наречена Spec Ops Division е изпратена със специалната задача да съберат колкото се може повече информация и данни. Групата разполага с голям бюджет и вербува доста хора от местното население, в замяна на което се изисква информация за лагерите на Ал Каида, дейността и инфраструктурата на организацията.
На първата конференция за Афганистан в Бон афганистанските представители изготвят и приемат план за предаването на политическата отговорност на афганистанския народ с цел той сам да изгради бъдещето да станата си. Част от този план бе отправянето на молба към Съвета на сигурност на ООН за изпращане на международни сили, които да гарантират стабилност. Тяхната задача е осигуряването на сигурността в столицата Кабул и региона, на временното правителство на Хамид Карзай и на служителите на помощната мисия на ООН за Афганистан UNAMA след изтеглянето на Северния съюз. На базата на това решение и след писмената молба, отправена от външния министър на временното афганистанско правителство Абдула Абдула на 19 декември 2001 година, Съвета за сигурност на ООН приема на 20 декември 2001 резолюция 1386 (2001) и решението за изпращане на международни стабилизиращи сили с мандат от 6 месеца. 
| „                                                         | As the member of the Interim Administration responsible for foreign affairs, I should like to inform the Council that, taking into account all relevant considerations, an international security force could be deployed under Chapters VI or VII of the Charter. „Като член на временното правителство който е отговорен за международните отношения, искам да информирам Съвета за сигурност, под вземането предвид на всички възможностти, че международните сили за сигурност могат да бъдат създадени съгласно Глава 6 или 7 от Хартата на ООН.“ | “ |
| Абдуал Абдуал, външен министър на временното правителство | |   |

Резолюция 1386 постановява създаването на ISAF съгласно Глава VII от Хартата на Обединените нации като по този начин разрешава употребата на въоръжена сила за постигане целите на мисията.
На 4 януари 2002 година между ISAF и временното афганистанско правителство е подписано споразумение за правата и задълженията на международните сили, както за начина на прилагане на резолюцията 1386 на ООН.

## Структура на ISAF
ISAF са разделени на следните структури:
- Главният щаб на (ISAF HQ), се намира в афганистанската столица Кабул. То е оперативното командване на цялата мисия. Повече от 600 войници (2006 г.) от 28 държави служат тук. ISAF HQ и подчинените му звена работят в тясно сътрудничество с правителството на Афганистан и координира дейността си с организации като мисията ООН в Афганистан UNAMA, международни организации за спазването на човешките права и други неправителствени организации. Тук се съгласува работата с CFC-A (Combined Forces Command – Afghanistan) която ръководи Операцията „Enduring Freedom“ (OEF) в Афганистан.

- В Афганистан има 26 Provincial Reconstruction Teams (PRT). Те са главният елемент на ISAF в отделните провинции. Те са така определе за да могат да извършват успешно както военни операции със съответното ръководство на провинцията така и да насърчава икономическото развитие в различните региони. Същевременно функционират като фактор който трябва да донесе на централното правителство авторитетност и легитимация.
- За по добра координация между съответните регионални PRTs да изградени пет така наречени Regional Commands (Регионално командване, RC; преди RAC – Regional Area Coordinator). Те координират логистиката и контролират военната структура.
  - Регионално командване „Север“ (RC North) е под командването на Бундесвера и е с център Мазари Шариф. Под командването на RC North са PRTs в Мазари Шариф, Меймене, Файзабад, Пули-Хумри и Кундуз. Декември 2003 г. – ген. Джеймс Джоунс получава разрешение да поеме командването от германските областни реконструктивни групи в Кундуз. Останалите осем групи остават под командването на „Трайна свобода“.
  - Регионално командване „Запад“ (RC West) с център Херат. Февруари 2005 г. – НАТО официално обявяват влизането си в западните части на Афганистан. До края на годината НАТО осигурява допълнително 2000 войници, които да следят за сигурността на местните и парламентарни избори (18 септември 2005 г.).
  - Регионално командване „Юг“ (RC South) с център Кандахар. Декември 2005 г. – Щабквартирата на НАТО обсъждат и приемат план за разрастването на ISAF и увеличаване на силата си в различни райони на Афганистан. Първата част от Фаза 3 е разполагането на коалиционни сили в южнта част на страната, така, че да има влияние и контрол около Кандахар и летеището, което се намира там. По време на Фаза 3 ISAF се разраства с още 10 000 военни.
  - Регионално командване „Югозапад“ (RC Southwest), създадено през 2010 година и обхваща провинциите Хелманд и Нимруз[6]
  - Регионално командване „Столица“ (RC Capital или RC-C), преди Kabul Multinational Brigade
  - Регионално командване „Изток“ (RC East) с център Баграм. Октомври 2006 г. – ISAF поема контрол над източните части на страната, и взима командването на военните части в цялата държава. Поема се контрол над командването на Афганистанската армия и полиция.

По време на тези 4 фази ISAF има конкретни задачи за изпълнение – Сигурност, Развитие и Управление.
- Така наречената Air Task Force (ATF) отговаря за всички операции и движения на военновъздушните сили на ISAF в Афганистан. ATF координира въздушното пространство и работи с афганистанската гражданска авиация. Едно от най-важните летища за ISAF е международното Летище КАБУЛ (KAIA).

## Страни-участнички
През октомври 2009 43 държави (членки и не-членки на НАТО) участват в мисията поддържат около 71 030 войници в международните сили за поддържане на сигурността, от тях 28 900 американски  Европеският съюз поддържа около 30 800, от тях 8300 от Великобритания, 3380 от Германия, 3160 от Франция, 2800 от Италия и 2000 от Полша.
2010 година контингентите се увеличават и днес (6 август 2010) 47 държави поддържат около 119 819 войници в Афганистан.
| Държава | Брой войници | изтегляне                                          |
| --- | ------------ | -------------------------------------------------- |
| Албания** | 295          | -                                                  |
| Армения | 40           | -                                                  |
| Азербайджан | 90           | -                                                  |
| Австралия | 1455         | -                                                  |
| Белгия* | 575          | -                                                  |
| Босна и Херцеговина | 10           | -                                                  |
| България* | 540          | 2021                                               |
| Дания* | 730          | планирано за 2015                                  |
| Германия* | 4590         | -                                                  |
| Естония* | 160          | -                                                  |
| Финландия* | 80           | -                                                  |
| Франция* | 3750         | -                                                  |
| Грузия | 925          | -                                                  |
| Гърция* | 75           | -                                                  |
| Исландия** | 5            | -                                                  |
| Ирландия* | 6            | -                                                  |
| Италия* | 3400         | -                                                  |
| Йордания | 0            | -                                                  |
| Канада** | 2830         | обявено за 2011                                    |
| Хърватия** | 295          | -                                                  |
| Латвия* | 170          | -                                                  |
| Литва* | 245          | -                                                  |
| Люксембург* | 9            | -                                                  |
| Монголия | 195          | -                                                  |
| Черна гора | 30           | -                                                  |
| Нидерландия* | 380          | формално на 1 август 2010, последно в края на 2010 |
| Нова Зеландия | 205          | -                                                  |
| Норвегия** | 500          | -                                                  |
| Австрия* | 3            | -                                                  |
| Полша* | 2630         | обявено за 2012                                    |
| Португалия* | 250          | -                                                  |
| Румъния* | 1750         | -                                                  |
| Швеция* | 530          | -                                                  |
| Швейцария | 0 (2003:31)  | изтеглени през 2008                                |
| Сингапур | 30           | -                                                  |
| Словакия* | 300          | -                                                  |
| Словения* | 70           | -                                                  |
| Испания* | 1555         | -                                                  |
| Южна Корея | 270          | -                                                  |
| Северна Македония | 240          | -                                                  |
| Чехия* | 500          | -                                                  |
| Турция** | 1740         | -                                                  |
| Украйна | 15           | -                                                  |
| Унгария* | 360          | -                                                  |
| САЩ** | 78430        | -                                                  |
| ОАЕ | 15           | -                                                  |
| Великобритания* | 9500         | планирано за 2015                                  |
| Европейски съюз | 31650        | -                                                  |
| НАТО-Членки | 114841       | -                                                  |
| Не-членки на НАТО | 4978         | -                                                  |
| Общо | 119819       | -                                                  |
| * Европейски съюз (Финландия, Ирландия, Автрия и Швеция не са членки на НАТО) ** Страни членки на НАТО (Източник: НАТО) |              |                                                    |

## Българско участие
С решение на Народното събрание е гласувано участието на България в мисията на Международните стабилизиращи сили в Афганистан. На 21 януари 2002 година министерският съвет определя подразделение от Българската армия за участие в ISAF. На 16 февруари 2002 г. първите 32 български военнослужещи отпътуват за Афганистан. Те са командвани от Милко Бернер и са разположени в района на британския контингент на 10 км от Кабул, където обслужват банно-перален комплекс. 
През 2003 година Министерския съвет на Република България, предвид изменената обстановка в Афганистан, взима на 29. юли решение за промяна на задачите на българския контингент. С решение на Народното събрание се прекратява участието на контингента за санитарна обработка на личен състав и разрешава участието на Българската армия с механизиран взвод, като част от структурите на ISAF и инструктори за обучение на Афганистанската армия. Изпълнението на задачите на новия контингент започва на 19. август 2003 г.
През следващите години България постепенно увеличавя участието си с изпращането на още две роти в Кабул и Кандахар, както и специалисти за изпълнение на специфични задачи, като генерал Марин Начев е командир на българския контингент за управление на летище Кабул, който поема през 2006 година основните ръководни длъжности (ръководство на въздушното движение (РВД)) на международното летище в Кабул.  Сред задачите на командирите на контингентта са провеждането на срещи с представители на афганистанската власт и спечелването на доверието на местното население. Така например български военнослужещи и техните коалиционни партньори, които участват в мисията на НАТО в Кабул даряват на 18 ноември 2010 децата, настанени за лечение в детското отделение на френската военнополева болница на летище „Кабул“.  Военнослужещите от контингента провеждат също самостоятелно или съвместно с афганските сили за сигурност и други ISAF контингенти редица специфични операции.
През март 2007 година правителството одобрява изпращането на 200 военни за охрана на вътрешната част на летището в Кандахар. През юни 2008 е решено увеличаването на българския контингент в Кандахар. 
През месец ноември 2009 година в рамките на процеса на предаване на отговорността за сигурността в афганистанската столица от ISAF на Афганистанските сили за сигурност, българската механизирана рота, действала в състава на Италианската бойна група, и охранителният взвод, който бе под командването на Германската бойна група са изтеглени от зоната на операцията. За сметка на това една българска рота поема охраната на външния периметър на Летище Кабул.

### Структура
Българският контингент в мисията наброява 623 души: 255 военнослужещи в регионално командване „Столица“, 358 в регионално командване „Юг“ и 10 военнослужещи в медицински екипи в регионално командване „Запад“. Спрямо структурата на ISAF, той е разделен (към октомври 2012) на 3:
- Регионално командване „Столица“ (RC-C) които включва: Национален елемент; Офицери в щабовете на ISAF; Рота за действие в зоната за охрана на летище Кабул и поддържащи подразделения; Отделение „Военна полиция“; Екип за ръководство на въздушното движение (РВД) на летище Кабул; Медицински екип в състава на френската военно-полева болница в Кабул.
- Регионално командване „Юг“ (RC-S) които включва: Национален елемент; Охранителна рота в района на летище Кандахар; Гарнизонна Оперативна група за обучение и връзка (OMLT) към Афганистанската национална армия.
- Регионално командване „Запад“ (RC-W) които включва: Два медицински екипа в състава на испанската военно-полева болница в Херат.

В процес е предаването на отговорността по сигурността в страната от Международните коалиционни сили на Афганистанските сили за сигурност, като след 2014 година, НАТО ще се ангажира със съветнически функции, обучение и тренировка на Афганистанските сили за сигурност.
Следвайки процесите по трансформацията на операцията, през 2011 година правителството прие „Стратегия за трансформиране на участието на въоръжените сили на Република България в операцията на ръководените от НАТО международни сили за поддържане на сигурността в Афганистан“, която очертава рамката на предстоящото трансформиране на българския контингент.